# Tales z Miletu
Tales z Miletu (gr. Θαλῆς ὁ Μιλήσιος Thales ho Milesios; VII/VI w. p.n.e.) – grecki uczony: filozof, matematyk i astronom okresu przedsokratejskiego, przedstawiciel jońskiej filozofii przyrody. Uznawany jest przez niektórych za pierwszego filozofa i matematyka cywilizacji zachodniej oraz za inicjatora badań nad przyrodą jako nauki. Należy do kanonu siedmiu mędrców. Talesa postrzega się jako pierwszego filozofa głównie dlatego, że zainicjował wyjaśnianie rzeczywistości przez odwoływanie się do natury i rozumu bardziej niż do mitologii i tradycji – Grecy widzieli w nim jednak raczej mędrca niż filozofa.
Mieszkał w Milecie, głównym ośrodku kultury i gospodarki Greków w VI w. p.n.e. Jego kontynuatorami byli Anaksymander i Anaksymenes. Filozofów tych określa się niekiedy łącznie terminem „szkoła milezyjska”, nie ma jednak dowodów, że rzeczywiście tworzyli „szkołę”, zaś personalne powiązania Talesa z pozostałymi filozofami jońskimi nie są znane. Tym niemniej późna starożytność [Aug. Hipp. Civ.Dei VII.2.7] przekazuje takie oto następstwo w szkole milezyjskiej: „jako ucznia i następcę swego pozostawił on Anaksymenesa”, „Anaksagoras znów, [był to] uczeń Anaksymenesa”, „Także Diogenes, drugi uczeń Anaksymenesa”, „Następcą Anaksagorasa był z kolei uczeń jego, Archelaos”, „Uczniem Archelaosa był, jak się utrzymuje, Sokrates, mistrz Platona”; (zob. również [Diog.Laert. II.23].
Anaksymander i Anaksymenes rozszerzyli zapoczątkowany przez Talesa racjonalny sposób wyjaśniania rzeczywistości, jak i jego konkretne zastosowania, stawiając w ten sposób fundamenty dalszego rozwoju filozofii przedsokratejskiej i myśli europejskiej w ogóle. Jest wątpliwe, by pozostawił po sobie jakieś pisma, za autora pierwszego greckiego dzieła filozoficznego uchodzi Anaksymander.
Wiedza o Talesie pochodzi z przekazów późniejszych: wiadomości o jego życiu są skąpe, mają w dużej mierze charakter tradycji o charakterze anegdotycznym; wiadomości o jego myśli filozoficznej przekazał przede wszystkim Arystoteles, są one jednak w dużym stopniu anachroniczne i odkształcone. Wśród Greków znany był zresztą głównie z działalności praktycznej i politycznej – m.in. miał przewidzieć zaćmienie słońca (28 maja 585 p.n.e.), skłaniać Jonów do zawarcia unii politycznej, współdziałać z Krezusem, odwrócić bieg rzeki Halys i obliczyć wysokość piramidy (tzw. „twierdzenie Talesa”).
Główne tezy filozoficzne przypisywane Talesowi (omówione szczegółowo w kolejnych rozdziałach) to:
- Zasadą (arché) jest woda[5]
- Magnes posiada duszę
- Wszystko jest pełne bogów
- Dusze są nieśmiertelne.

Tales z całą pewnością nie znał jeszcze samego terminu „zasada”, co przypisuje mu Arystoteles, należy jednak uznać, że posługiwał się tego rodzaju kategorią intelektualną. Rzeczywiście postrzegał wodę jako początek i źródło rzeczy; samą rzeczywistość, która trwa niezmiennie i to co jest w rzeczach trwałe, mimo zachodzących w świecie zmian (a więc w pewnym sensie odpowiednik „substancji”); koniec i ujście rzeczy.
Autentyczność pozostałych twierdzeń filozoficznych Talesa nie jest już natomiast tak pewna. Relacja Arystotelesa o filozofii Talesa nie ma charakteru historycznego, ale filozoficzny i posługuje się późniejszą, Arystotelesowską terminologią: Arystoteles omawia archai u jończyków tworząc w ten sposób historyczne wprowadzenie do własnej filozofii przyczyn. Archai w filozofii jońskiej mają zawsze charakter materialny. Wszyscy jończycy są też monistami, uznają za materialną zasadę rzeczywistości tylko jeden element. Dlaczego dla Talesa elementem tym jest akurat woda, nie jest całkiem jasne: możliwa jest tu kontynuacja wcześniejszych kosmologii babilońskich i egipskich. Należy tu zwrócić uwagę na to, że woda jako zasada jest również początkiem rzeczywistości, co wyraźnie łączy filozofię Talesa z wcześniejszymi kosmologiami. Zarazem jednak Talesa od mitologiczno-kosmologicznego sposobu myślenia wiele dzieli: zjawiska wyjaśnia on nie odwołując się do interwencji bogów, wyraźnej np. w typowym dla Homera paralelizmie świata boskiego i ludzkiego – Tales jest wyraźnie monistą, przyrodę wyjaśnia odwołując się do samej przyrody. Cecha ta jest zresztą bardziej widoczna u późniejszych presokratyków, niż u samego Talesa. Poglądów Talesa na magnes, bogów i duszę nie należy interpretować jako formy panpsychizmu czy panteizmu – w (rozwiniętym przez Arystotelesa) greckim rozumieniu duszy przysługuje ona wszystkim bytom ożywionym, znakiem bycia żywym jest zaś zdolność do ruchu i wprawiania w ruch. Interpretacja wzajemnych relacji twierdzeń Talesa jest trudna, jeśli są one jednak (co nie jest bynajmniej pewne) połączone w jakiś logiczny system, wydaje się jasne, że jednoczesna redukcja całej rzeczywistości do jednego elementu i zarazem dostrzeganie w rzeczywistości ruchu i zmiany pociąga za sobą przypisanie poszczególnym elementom rzeczywistości duszy (w przedstawionym wyżej sensie), a całości rzeczywistości boskości.

## Wiadomości o życiu Talesa

### Uwarunkowania społeczno-historyczne
Milet, główny ośrodek cywilizacji jońskiej i najważniejszy ośrodek gospodarczy i intelektualny Greków okresu archaicznego był ojczystym miastem Talesa i miejscem narodzin europejskiej filozofii i nauki. Polis ta stanowiła jedną z kolonii greckich na wybrzeżu Azji Mniejszej, założoną przez osadników z plemienia Jonów. W czasach Talesa (działającego w pierwszej połowie VI w. p.n.e., zob. rozdział Datowanie) było to miasto, słynące z handlu i żeglugi, sąsiadujące z ludami niegreckimi, stanowiło ośrodek kontaktów gospodarczych i kulturowych między Grekami a cywilizacjami Wschodu (Egiptem, Mezopotamią i Fenicją). Początkowo skonfliktowane z sąsiadującym imperium lidyjskim, za rządów tyrana Trazybula (VII w. p.n.e.) zawarło sojusz z władcą Lidów Alyattesem, co na długo zapewniło mu bezpieczeństwo ze strony azjatyckich sąsiadów. Pół wieku później, gdy słynący z wielkich bogactw władca Lidów Krezus podporządkował sobie inne miasta jońskie, Milet nadal cieszył się niezależnością. Stolica Lidów, Sardes, ściągała greckich mędrców [Her. I 29] – wzajemne oddziaływania lidyjsko-greckie były bardzo znaczne. Także sam Tales (jako inżynier) współpracować miał z Krezusem. Lidia, w której silne były także wpływy cywilizacji mezopotamskiej, uczestniczyła w transferze do Grecji osiągnięć matematycznych i astronomicznych Babilończyków – stało się to jedną z przyczyn zapoczątkowania przez Talesa i jego następców, Anaksymandra i Anaksymenesa, filozofii i nauki greckiej właśnie w Milecie. Jako miasto handlowe Milet utrzymywał bardzo żywe stosunki także z Egiptem.

### Imię
Imię Tales występuje w języku greckim w dwóch formach. Częstsza jest forma Θαλῆς, o genetywie attyckim Θαλοῦ, a jońskim Θάλεω. Prócz niej występuje jeszcze forma Θάλης, gen. Θάλητος. Łacińska forma imienia to Thales. Prócz Talesa z Miletu notowano w źródłach jeszcze kilka innych postaci o tym imieniu. Etymologia od czasownika θάλλω, θάλλειν 'rozwijać się, kwitnąć'.

### Datowanie
Tales miał przepowiedzieć wspomniane przez Herodota [DK A 5 = Hist. I,74] zaćmienie słońca, które miało zdarzyć się pod koniec wojny Medów i Lidyjczyków. Pozwala to określić czas, na który przypadał szczyt działalności Talesa. Według obliczeń astronomicznych w czasach bliskich Talesowi w Azji Mniejszej zaćmienie słońca miało miejsce 28 maja (22 maja kalendarza gregoriańskiego) 585 p.n.e. Jeśli informację o przepowiedzeniu zaćmienia słońca przez Talesa uznać za prawdziwą, szczyt jego działalności przypadać musiał w pierwszej połowie VI w. p.n.e.
Herodot żył w czasach bliskich Talesowi, ok. 150 lat po nim, i wiadomość o przepowiedzeniu zaćmienia słońca przekazał jako pierwszy, przez co jego informacje cieszą się autorytetem – wiadomość tę podają jednak także autorzy późniejsi (zob. rozdz. Badania astronomiczne). Należy do nich Pliniusz Młodszy, według którego [DK 11 A 5 = N.H. II,53] zaćmienie miało miejsce w czwartym roku 48. olimpiady, tj. w 585/4 p.n.e. – informacje te Pliniusz zaczerpnął prawdopodobnie od Apollodora. Według obliczeń Euzebiusza [DK 11 A 5] miało ono jednak miejsce co najmniej rok później. Na dokładne podanie daty zaćmienia na 28 maja 585 p.n.e. pozwoliły dopiero obliczenia współczesne.
P. Tannery wysunął konkurencyjny pogląd, że Tales przepowiedział nie zaćmienie w 585 p.n.e., lecz zaćmienie w 610 p.n.e. Pozwoliłoby to przesunąć datowanie działalności Talesa wstecz. Pogląd Tannery'ego jest jednak obecnie szeroko odrzucany.
Ustalenie daty narodzin i śmierci Talesa nie jest natomiast możliwe. Datę urodzenia i śmierci przekazał wprawdzie Diogenes Laertios [DK 11 A 1 = I 37-8], są to jednak informacje błędne. Diogenes Laertios podaje, że według Apollodora Tales urodził się w pierwszym roku 35. olimpiady, tj. w 640 p.n.e., zmarł zaś w 58. olimpiadzie, tj. w okresie 548–544 p.n.e., w wieku 78 lat. Przedstawione przez Apollodora daty są jedynie typową dla niego spekulacją. Apollodor przyjmuje floruit na podstawie jakiegoś szczególnie istotnego wydarzenia w życiu człowieka – w przypadku Talesa wydarzeniem tym jest zaćmienie, a następnie wyznacza datę urodzenia zwyczajnie odejmując od daty floruit 40 lat. Przyjmując takie założenia dotyczące obliczeń Apollodora, Tales urodzić musiałby się w pierwszym roku 39. olimpiady, tj. w 624 p.n.e. Niezgodność tych obliczeń z przekazem Diogenesa Laertiosa wyjaśnia fakt, że w starożytności często mylono etę z thetą: tę samą pomyłkę popełnił zapewne Diogenes Laertios pisząc o Talesie.
Datę śmierci Apollodor wyznacza prawdopodobnie w przybliżeniu, wiążąc ją z „epokową” datą upadku Sardes. Śmierć Talesa miała miejsce przypuszczalnie jeszcze przed upadkiem Sardes w 546/5 p.n.e. – na przypuszczenie takie pozwala brak informacji o emigracji Talesa do Wielkiej Grecji, co było częste wśród filozofów jońskich po upadku Sardes.
W sumie w myśl spekulacji Apollodora floruit Talesa przypadało na zaćmienie słońca, urodzić się miał zgodnie z jego założeniami 40 lat wcześniej, a zmarł w czasie istotnego historycznie upadku Sardes.
Istnieje także inna informacja pozwalająca umieścić czas działalności Talesa w pierwszej połowie VI w. p.n.e. Według Diogenesa Laertiosa [DK 11 A 1 = I,22] Demetrios z Faleronu przekazał, że kanon siedmiu mędrców, do którego należał Tales ustalono za archontatu Damasiosa w Atenach – archontat ten przypadał na 582–581 p.n.e. Istnieją ponadto przekazy późne przypisujące Talesowi długowieczność, według których miał on żyć 90 lub 100 lat.

### Pochodzenie
Tales pochodził z Miletu, wywodził się z zamożnej i wpływowej rodziny Thelidów.
Herodot mówi, że przodkowie Talesa pochodzili z Fenicji [I, 170] – przekaz Herodota jest jednak wysoce niepewny. Jest on zresztą przy tym jedynie wzmianką –„... Talesa, człowieka z Miletu, którego ród miał fenickie początki” – nawet jeśli z omówionego niżej przekazu Diogenesa Laertiosa zdaje się wynikać, że Herodot powiedział więcej. W czasach Herodota anegdoty o „siedmiu mędrcach” były już zresztą w obiegu, mimo że jest on czasom Talesa dość bliski, nie można mieć pewności co do autentyczności przekazu.
Diogenes Laertios [DK 11 A 1 = I,22] zna informację o fenickim pochodzeniu Talesa, nie potwierdza jej jednak. Przekazuje, że Tales był typowym milezyjczykiem wysokiego rodu. Jego ojciec nosił, prawdopodobnie karyjskie, imię Eksamyos (karyjskie pochodzenie nie jest według Herodota nietypowe dla mieszkańców greckich kolonii w Azji mniejszej), matka zaś nosiła greckie imię Keloblina. Diogenes Laertios odrzucając informacje o bezpośrednim pochodzeniu fenickim Talesa – stara się istnienie takiego przekazu uzasadnić odwołując się do mitologii. Wyjaśnia, że Tales jest potomkiem Kadmosa i Agenora – Kadmos był synem Agenora, króla fenickiego Tyru i osiedlił się w greckiej Beocji, jest postacią kluczową dla cyklu mitów związanych z Beocją i Tebami. Z tego względu, podtrzymując przypuszczenie Diogenesa Laertiosa o mitologicznym pochodzeniu tradycji o fenickim pochodzeniu Talesa, E. Zeller wysuwa tezę, że przodkami Talesa byli Beoci. Według Herodota [I 146; por. Strabo XVI, s. 663, 666 i Pausan. VII 2, 7] Kadmejczycy z Beocji (niebędący przy tym semitami, ale jedynie mający według przekazów mitograficznych związki z Fenicją) mieli osiedlić się w Azji Mniejszej razem z falą kolonistów jońskich.
Prócz Herodota Diogenes Laertios powołuje się na informacje Durisa i Demokryta, przekazy te jednak zaginęły. Semickie pochodzenie Talesa byłoby faktem interesującym z punktu widzenia szerokiej i dawnej dyskusji o wschodnim pochodzeniu filozofii i nauki greckiej. W późniejszych tekstach starożytnych fenickie pochodzenie Talesa silnie podkreślano, bo mogło ono potwierdzić panujące i lubiane wtedy przekonanie o wschodnim pochodzeniu filozofii. Za fenickim pochodzeniem Talesa przemawiać może także to, że Tales zwrócił uwagę milezyjczyków na przydatność gwiazdozbioru Małej Niedźwiedzicy w nawigacji i to, że właśnie Fenicjanie jeszcze przed Grekami kierowali się tym gwiazdozbiorem. Pogląd o fenickim pochodzeniu Talesa jest niepewny, a sam Tales nie różnił się prawdopodobnie znacząco od greckich obywateli Miletu.

### Wizyta w Egipcie i inne możliwe podróże
Podróże do Egiptu często przypisuje mędrcom tradycja, prócz Talesa podróż taką miał odbyć np. Solon. Tradycja uznawała Egipt za źródło nauki greckiej: ustalenie, czy i gdzie Tales podróżował jest ważne dla ustalenia źródeł jego filozofii, a przez to także dla wielowiekowej kontrowersji wobec źródeł myśli greckiej – na ile filozofia i nauka jest oryginalnym tworem Greków, a na ile zapożyczona jest ze Wschodu. Zauważyć tu należy, że pogląd o wschodnim pochodzeniu myśli popularny jest głównie w źródłach późnych, przynależących już do synkretycznej helleńsko-wschodniej cywilizacji, a źródła te są z wielu względów tendencyjne i mało wiarygodne. Tales wprowadzić miał w świecie greckim geometrię egipską [Procl. In Euclidem]: jako że Egipt stanowił miejsce rozwoju wiedzy o pomiarze gruntów, właśnie Talesowi, jako pierwszemu greckiemu geometrze, podróż taką przypisywano szczególnie chętnie. Aetios [I 3,1] przypisuje Talesowi długi pobyt w Egipcie, gdzie miał on „studiować filozofię” – według niego Tales powrócił do Miletu na starość. Inne źródła mówiące o pobycie Talesa w Egipcie nie podają jednak, że był to pobyt długi. Niezależnie od kwestii długości pobytu Talesa nie ma wyraźnych podstaw, by sam ten pobyt odrzucić. Naukratis, grecka kolonia w delcie Nilu, utrzymywała żywe stosunki z Miletem, wizyta milezyjczyka, greckiego kupca czy najemnika, nie była tam niczym niezwykłym.
W Egipcie według tradycji podjąć miał Tales wiele ważnych przedsięwzięć. Miał zmierzyć piramidy za pomocą cienia i jego stosunku do wysokości [Diog. Laert. I 27]. Wyjaśniał zjawisko wylewów Nilu za pomocą poglądu, że wiatry etezyjskie nie pozwalają wypływać wodom rzeki, tamując jej ujście – informacje tę przekazał Aetios [IV 1,1]. Jako jedno z trzech znanych sobie wyjaśnień wylewów Nilu teorię o tamowaniu ujścia przez wiatry etezyjskie wymienia też Herodot [II 20], nie podając jednak twórców żadnego z tych wyjaśnień. Informacje Aetiosa pochodzą prawdopodobnie z zaginionego traktatu perypatetyckiego. Traktat ten, przypisywany Arystotelesowi i znany jego komentatorom greckim, zachował się jedynie w formie XIII-wiecznej epitome łacińskiej. Tekst ten wymienia trzy poświadczone przez Herodota teorie o przyczynach wylewów Nilu, podaje jednak ich autorów – pierwszą przypisuje Talesowi, drugą Euthymenesowi z Massali, trzecią Anaksagorasowi. Nie jest jasne skąd Arystoteles miałby zaczerpnąć te imiona – być może wziął je z dzieła Hekatajosa, na co wskazywać może fakt, że Hekatajos we fr. 278 mówi o Euthymenesie, czy nawet samo milezyjskie pochodzenie Hekatajosa. To, że Tales wysunął teorię o przyczynach wylewów Nilu może wprawdzie stanowić świadectwo, że rzeczywiście widział Nil, wiadomość o istnieniu wiatrów etezyjskich czy nawet sam pogląd o przyczynach wylewów Nilu zaczerpnąć mógł jednak równie dobrze od kupców milezyjskich.
Prócz podróży do Egiptu źródła mówią także o innych podróżach Talesa – do Sardes, a stamtąd do Babilonii, oraz na Kretę.

### Działalność praktyczna
Tales wykazał się szeroką działalnością praktyczną – o charakterze politycznym, inżynieryjnym i astronomicznym. Informacje o jego działalności praktycznej przekazał głównie Herodot [I, 74]. Wszechstronność ta, aktywne uczestnictwo w życiu polis i rozległość zainteresowań, typowa jest dla wszystkich jońskich filozofów przyrody, w których nie należy widzieć jedynie teoretyków. Wszechstronność Talesa znana była szeroko późniejszym Grekom – Arystofanes [Ptaki 1009] porównuje do Talesa urbanistę Menona; Platon zaś przyrównuje Talesa do Anacharsisa [Resp. 600 A]. Znana była np. tradycja, że to Tales odmienił bieg rzeki Halys (obecnie Kizilirmak).

### Materiał anegdotyczno-tradycyjny

#### Charakter tradycji. Obraz Talesa jako mędrca
Jak w przypadku wielu filozofów starożytnych, wokół Talesa ukształtował się bogaty materiał anegdotyczny, którego obfitym źródłem jest zwłaszcza dzieło Diogenesa Laertiosa.
Lista siedmiu mędrców ulegała różnym przemianom i wygląda inaczej u różnych autorów, Tales jednak występuje na niej stale. Jest też jedynym filozofem, który został na niej umieszczony. Świadczy to zresztą o tym, że starożytni cenili przede wszystkim jego dokonania praktyczne i że to z nich, nie z zapoczątkowania filozofii, był najbardziej znany. Był też najbardziej cenionym spośród mędrców. Podobnie jak innych mędrców, Talesa idealizowano, przypisując mu czyny i słowa w potocznej umysłowości greckiej związane z mądrością (σοφία). Cały wytworzony w ten sposób materiał anegdotyczny staje się przez to wątpliwy, interesujący może być jednak nie tylko ze względu na postać Talesa, ale też sam dla siebie, jako odzwierciedlenie obrazu mędrca i rozumienia mądrości w kulturze greckiej.

#### Tales w anegdotach jako typowy filozof i uczony
Według Platona [Teajtet 174 A] Tales gdy patrząc w górę obserwował gwiazdy wpadł do studni. Widząc to pewna tracka służąca wyśmiała go, że pragnie poznać to co na niebie, umyka mu jednak to, co na ziemi. Anegdota ta daje obraz Talesa jako typowego uczonego, głęboko pogrążonego w badaniach i obojętnego wobec spraw codzienności.
Inną anegdotę przekazał Arystoteles [Pol. A 11 1259 a 9], a także późniejsi autorzy [Diog. Laert. I, 26 = DK 11 A 1 – za Hieronimem z Rodos; Cic. Div. I 49,111]. Gdy Talesowi zarzucano ubóstwo i nieprzydatność filozofii, miał dzięki badaniom gwiazd rozpoznać, że będzie urodzaj oliwy. Wykupił wtedy masowo prasy oliwne, dzięki czemu w porze tłoczenia doszedł do wielkiego majątku. Udowodnić chciał w ten sposób, że filozofowi łatwo się wzbogacić o ile tylko tego zapragnie, lecz go to nie interesuje.
Obie te anegdoty nie wydają się mówić o autentycznych wydarzeniach. Powstały one wprawdzie jeszcze przed okresem bujnego rozwoju zmyślonych, pełnych anegdot biografii, najpóźniej w IV w. p.n.e. Opowieść Platona wydaje się jednak mało prawdopodobna choćby z tego względu, że Tales był przecież człowiekiem znanym z zainteresowań praktycznych. Poza tym Platon dość często kpił z presokratyków. Postać dowcipnej niewolnicy nadaje natomiast anegdocie pikanterii. Także przekaz Arystotelesa to typowa anegdota, której celem jest udzielenie (w pewnym sensie przeciwnego niż anegdota Platona) pouczenia moralnego.

#### Działalność polityczna
Do wyidealizowanego obrazu Talesa jako mędrca przynależy jego działalność polityczna. Mędrcy greccy (w tym zwłaszcza Solon), filozofowie okresu archaicznego często aktywnie wspierali ojczyste poleis – działalność taka stanowiła fundament moralności praktycznej Grecji okresu archaicznego. Były to często postacie kluczowe dla dziejów politycznych archaicznej Grecji, nomoteci – twórcy praw (np. Solon), tyrani (np. Periander) i aisymneci (np. Pittakos).
Według Herodota [I 170] w obliczu zagrożenia perskiego w jakiś czas po upadku państwa lidyjskiego Tales radzić miał Jończykom, by utworzyli federację z centrum administracyjnym w Teos. Diogenes Laertios infomuje, że namawiał obywateli Miletu do zawarcia sojuszu z Krezusem [I 25]. Praktyczną działalnością polityczną trudniła się zresztą większość filozofów okresu przedsokratejskiego – charakterystycznym wyjątkiem jest tu Heraklit, który świadomie odmówił działalności na rzecz ojczystego Efezu. O zaangażowaniu Talesa w życie polis świadczyć może też postawa Hekatajosa, bliskiego mu w czasie współobywatela Miletu, działacza politycznego w czasie powstania Jończyków przeciw Persom.

## Myśl

### Pisma
Znane są powiedzenia Talesa, prawdopodobnie jednak nie napisał on żadnego traktatu, wypowiadając się raczej, tak jak inni mędrcy greccy, właśnie ustnie i za pomocą sentencji. Za pierwsze dzieło filozoficzne starożytnej Grecji uchodzi Περὶ φύσεως (Peri physeos, O naturze), niezachowany traktat Anaksymandra, który rozpoczął serię dzieł typu περὶ φύσεως w filozofii przedsokratejskej. Brak pism Talesa potwierdzają starożytni, nie było ich bowiem w cieszącej się prestiżem Bibliotece Aleksandryjskiej. Pogląd o braku pism Talesa jest wysoce prawdopodobny, źródła nie pozwalają jednak sprawy tej rozstrzygnąć ostatecznie. Znaczenie mogło mieć także to, że mędrcy posługiwali się sentencjami – już z tego powodu Grecy sądzić mogli, że także postrzegany przede wszystkim jako mędrzec Tales nie pozostawił pism filozoficznych.
Żadnych pism Talesa nie wymienia Arystoteles – kiedy mówi o Talesie, używa wielu ostrożnych zastrzeżeń typu „jak mówią”, „jak się wydaje”. Także zazwyczaj bardziej skrupulatny w stosunku do źródeł Teofrast nie dodaje nic do opinii Arystotelesa. Eudemos, który szeroko opisuje działalność matematyczną i naukową Talesa, wydaje się opierać głównie na bliskiej legendzie tradycji, nie musiał więc mieć w ręku jego pism.
Talesowi przypisywano wprawdzie dzieło Astronomia żeglarska [Simpl. In phys], podający tę informację Simplikios nie przypisuje jednak temu dziełu dużego znaczenia. Informację o istnieniu dzieła Astronomia żeglarska potwierdza Diogenes Laertios [I 23], uznaje jednak wprost pogląd o autorstwie Talesa za błędny i przypisuje je Fokosowi z Samos. Diogenes Laertios przekazuje też, że Talesowi przypisywano jeszcze dwa inne pisma, O przesileniu i O równonocy. Księga Suda dodaje, że pisał wierszem epickim o zjawiskach astronomicznych. Wątpliwości co do autorstwa Astronomii żeglarskiej podziela też Plutarch [De Pyth. or. 18, 402 E = DK 11 B 1], który dodaje, że dzieło to napisane było wierszem.

### Badania astronomiczne
Według opowieści o charakterze anegdotycznym (por. rozdz. Materiał anegdotyczno-tradycyjny) przekazanych przez Platona [Teajtet 174 A] i Arystotelesa [Pol. A 11, 1259 a 9] badanie ciał niebieskich było charakterystycznym zajęciem Talesa. Ze względu na dokonania astronomiczne podziwiać mieli go także Ksenofanes, Herodot, Heraklit i Demokryt [Diog. Laert. I 23], tego rodzaju ich wypowiedzi o Talesie nie dotarły jednak do naszych czasów. Tales wyznaczyć miał rok zaćmienia słońca posługując się tablicami sporządzonymi przez Babilończyków, obserwacją gwiazdozbiorów (przede wszystkim dla celów nawigacji), wyznaczyć przesilenia i ich wahania. Niewykluczone, że w związku z tymi badaniami ułożył kalendarz.
Głównym, ale nie jedynym, dokonaniem Talesa w dziedzinie astronomii jest przepowiedzenie zaćmienia słońca. Tales nie znał przyczyny zaćmienia, nie znali jej też jego milezyjscy następcy – jego przepowiedzenie nie odwołuje się więc do wyjaśnień przyczynowych, ale opiera się wyłącznie na ciągu długotrwałych obserwacji; nie należy jej przeto przypisywać charakteru naukowego i nie ma ona znaczenia przełomowego z punktu widzenia rozwoju metodologii nauki. Eudemos miał wprawdzie sądzić, że Tales znał przyczyny zaćmienia, co potwierdza też Aetios [np. II 24,1 = DK 11 A 17 a], jest to jednak pogląd błędny. W Mezopotamii zaćmienia całkowite i częściowe obserwowano co najmniej od 721 p.n.e. w celach religijnych, w czasach Talesa babilończycy mogli ustalić już cykl przesileń i (co bardziej prawdopodobne) miesięcy księżycowych. To, że Tales korzystał z tego rodzaju danych babilońskich jest wysoce prawdopodobne – Sardes pozostawało z Jonią w bardzo ścisłych związkach, wielokrotnie odwiedzali je mędrcy greccy [por. Her. I 29].
Przepowiedziane przez Talesa zaćmienie przypadło na dzień wielkiej bitwy między Lidami a Medami, która doprowadziła do upadku imperium lidyjskiego. Poświadcza to też Herodot [I 74], który mówi, że Tales określił rok, w którym ono się zdarzy.
Poza wiedzą mezopotamską źródłem informacji niezbędnych do przepowiedzenia zaćmienia słońca mogła być też wiedza egipska – zwłaszcza wobec faktu znanych kontaktów Talesa z Egiptem. Nie ma jednak dowodów, że kapłani egipscy prowadzili wystarczająco dokładne obserwacje.
Astronomia mezoptamska nie pozwalała wyznaczyć ani dokładnego miejsca, ani dokładnej daty zaćmienia. Kiedy zaćmienie miało nastąpić, na całym obszarze Mezopotamii rozsyłano kapłanów – nawet wtedy – na tak znacznym terytorium – zaobserwowanie zaćmienia nie zawsze było możliwe. Datę zaćmienia ustalić można zaś było jedynie w dużym przybliżeniu. Sam Tales ustalił nie dzień, ale rok na który przypaść miało zaćmienie – fakt, że przypadło na przełomowy dzień bitwy i że dało się zaobserwować akurat na terenie niewielkiej Jonii jest przypadkiem. Część badaczy, uznając rok za zbyt długi okres, postuluje wprawdzie, by słowo eniauton w przekazie Herodota [I, 74] rozumieć jako przesilenie letnie pozwalające wyznaczyć kolejne lata, nie ma jednak na takie rozumienie tego słowa silnych podstaw.
Według Eudemosa [Diog Laert. I, 23] Tales zajmował się także zagadnieniem przesileń i dostrzegł, że ich cykl jest nierówny – w związku z tym wyznaczane przez przesilenia i równonoce pory roku nieznacznie różnią się długością. To dokonanie Talesa nie budzi większych wątpliwości, gdyż do takich ustaleń wystarczą odpowiednio długie obserwacje, które prowadzić miał przecież także wcześniejszy od Talesa Ferekydes z Syros [Diog. Laert. I, 119] i o których mówi już Odyseja [XV 403–404]. Ferekydesowi znane było specjalne urządzenie obserwacyjne zwane eheliotropion. Do wyznaczenia skrajnego północnego i południowego położenia słońca w roku użyć można także gnomonu – Herodot mówi, że znajomość gnomonu dotarła do Greków z Babilonu [II 109]. Gnomon miał według Diogenosa Laertiosa [II 1-2 = DK 12 A 1] sprowadzić do Grecji nie Tales, lecz dopiero Anaksymander – przeczy temu jednak to, że Tales miał zmierzyć wysokość piramidy za pomocą pomiaru długości cienia.
Ponadto Tales odkryć miał drogę słońca między punktami przesileń i stosunek średnic słońca i księżyca do długości ich orbit [Diog. Laert. I,24 = DK 11 A 1]. Znaczenie pierwszej informacji nie jest jasne: chodzić mogło o fakt, że słońce wędruje między zwrotnikami lub (przypisywane przez Eudemosa Ojnopidesowi z Chios) odkrycie nachylenia Zodiaku. Druga informacja wydaje się natomiast błędna: Tales, według którego ciała niebieskie nie wędrują pod ziemią (dopiero Anaksymander uważał, że Ziemia nie ma oparcia), nie mógł wiedzieć, że ciała niebieskie mają orbity – znać mógł jedynie półorbity, ale wtedy podany stosunek musiałby być dwukrotnie większy. Obliczenie tego stosunku było zresztą problemem szeroko obecnym w późniejszej astronomii greckiej, przypisana Talesowi podana przez Diogenesa Laertiosa wartość (1:720) opiera się na przejętym z Mezopotamii sześćdziesiętnym podziale ekliptyki.
Innym dokonaniem Talesa, przekazanym przez Kallimacha [Iamb. I, 52 fr. 191 = DK 11 A 3 a], miało być użycie gwiazdozbioru Małej Niedźwiedzicy („Gwiazdki Wozu”) w celach nawigacyjnych. Opowieść Kallimacha ma charakter apokryficzny, mówi o pucharze lub trójnogu przeznaczonym dla najmądrzejszego z żyjących, który Tales przekazał Biasowi, Bias kolejnemu mędrcowi, i w ten sposób puchar trafił do wszystkich siedmiu mędrców. Mała Niedźwiedzica może być dla nawigacji bardziej przydatna, niż sama Gwiazda Polarna i Wielki Wóz lub Wielka Niedźwiedzica, gdyż obroty tego gwiazdozbioru wokół bieguna są mniejsze. Przekaz Kallimacha nie jest całkiem jasny – według Diogenesa Laertiosa (I, 23) Tales po prostu odkrył Małą Niedźwiedzicę, mógł też zwrócić uwagę milezyjskich żeglarzy na samą jej przydatność w żegludze, której przedtem nie byli świadomi, gdyż wystarczała im lepiej widoczna Wielka Niedźwiedzica.

### Badania matematyczne
Tales dał podstawy geometrii, wprowadzając szereg pojęć:
- średnica to odcinek, który dzieli okrąg na połowy,
- trójkąt równoramienny to taki w którym dwa kąty przy podstawie są równe,
- dwie linie przecinające się tworzą równe co do miary kąty przeciwległe,
- kąt wpisany w półokrąg jest kątem prostym[a][3],
- trójkąt jest określony, jeżeli dana jest jego podstawa i kąty przy podstawie,

ale przede wszystkim
- twierdzenie Talesa, którego dowodu jednak nie znał.

### Aforyzmy[10]
- Co jest trudne?

Poznać samego siebie.
- Co jest łatwe?

Udzielać rad bliźniemu.
- Co jest najprzyjemniejsze?

Osiągnąć to, czego się pragnęło.
- Co jest boskie?

To co nie ma początku, ani końca.
- Co jest widokiem najbardziej niezwykłym?

Tyran, który dożył późnego wieku.
- Jak można najłatwiej znieść nieszczęście?

Widząc nieprzyjaciół, dotkniętych jeszcze większym nieszczęściem.
- W jaki sposób żyć najlepiej i najsprawiedliwiej?

Nie czynić tego, co u innych ganimy.
- Kto jest szczęśliwy?

Ten, kto ma zdrowe ciało, bogatą duszę i naturę podatną do kształcenia.